# Oakland Oaks 1968-1969
La stagione 1968-69 degli Oakland Oaks fu la 2ª nella ABA per la franchigia.
Gli Oakland Oaks vinsero la Western Division con un record di 60-18. Nei play-off vinsero la semifinale di division con i Denver Rockets (4-3), la finale di division con i New Orleans Buccaneers (4-0), vincendo poi il titolo battendo nella finale ABA gli Indiana Pacers (4-1).

## Roster
| \| Pos. \| Num. \| Naz. \| Nome \| Altezza \| Peso \| Data nascita \| Provenienza \| \| ---- \| ----- \| ---- \| ----------------- \| ------- \| ------ \| ------------ \| ---------------- \| \| G \| 44 \| \| Anderson, Andy \| 188 cm \| 83 kg \| 06-07-1945 \| Canisius \| \| A \| 24 \| \| Barry, Rick \| 201 cm \| 93 kg \| 28-03-1944 \| Miami (FL) \| \| A \| 30 \| \| Bradds, Gary \| 203 cm \| 95 kg \| 26-07-1942 \| Ohio State \| \| G \| 11 \| \| Brown, Larry \| 175 cm \| 73 kg \| 14-09-1940 \| North Carolina \| \| A \| 32 \| \| Clawson, John \| 193 cm \| 91 kg \| 15-05-1944 \| Michigan \| \| G \| 14 \| \| Critchfield, Russ \| 178 cm \| 68 kg \| 27-06-1946 \| UC Berkeley \| \| C \| 42 \| \| Eakins, Jim \| 211 cm \| 98 kg \| 24-05-1946 \| Brigham Young \| \| C \| 33 \| \| Harge, Ira \| 206 cm \| 102 kg \| 14-03-1941 \| New Mexico \| \| G/AP \| 15-31 \| \| Jabali, Warren \| 188 cm \| 91 kg \| 29-08-1946 \| Wichita State \| \| G \| 12 \| \| Logan, Henry \| 183 cm \| 82 kg \| 14-03-1946 \| Western Carolina \| \| G/AP \| 34 \| \| Moe, Doug \| 196 cm \| 98 kg \| 21-09-1938 \| North Carolina \| \| G/AP \| 40 \| \| Peterson, Mel \| 193 cm \| 84 kg \| 23-03-1938 \| Wheaton College \| | Allenatore - Alex Hannum Legenda - (C) Capitano - (FA) Free agent - (S) Sospeso - (TW) Contratto Two-way - (GL) Assegnato a squadra G League affiliata - Infortunato Roster |                        |                   |         |        |              |                  |
| Pos. | Num. | Naz.                   | Nome              | Altezza | Peso   | Data nascita | Provenienza      |
| G | 44 | Stati Uniti (bandiera) | Anderson, Andy    | 188 cm  | 83 kg  | 06-07-1945   | Canisius         |
| A | 24 | Stati Uniti (bandiera) | Barry, Rick       | 201 cm  | 93 kg  | 28-03-1944   | Miami (FL)       |
| A | 30 | Stati Uniti (bandiera) | Bradds, Gary      | 203 cm  | 95 kg  | 26-07-1942   | Ohio State       |
| G | 11 | Stati Uniti (bandiera) | Brown, Larry      | 175 cm  | 73 kg  | 14-09-1940   | North Carolina   |
| A | 32 | Stati Uniti (bandiera) | Clawson, John     | 193 cm  | 91 kg  | 15-05-1944   | Michigan         |
| G | 14 | Stati Uniti (bandiera) | Critchfield, Russ | 178 cm  | 68 kg  | 27-06-1946   | UC Berkeley      |
| C | 42 | Stati Uniti (bandiera) | Eakins, Jim       | 211 cm  | 98 kg  | 24-05-1946   | Brigham Young    |
| C | 33 | Stati Uniti (bandiera) | Harge, Ira        | 206 cm  | 102 kg | 14-03-1941   | New Mexico       |
| G/AP | 15-31 | Stati Uniti (bandiera) | Jabali, Warren    | 188 cm  | 91 kg  | 29-08-1946   | Wichita State    |
| G | 12 | Stati Uniti (bandiera) | Logan, Henry      | 183 cm  | 82 kg  | 14-03-1946   | Western Carolina |
| G/AP | 34 | Stati Uniti (bandiera) | Moe, Doug         | 196 cm  | 98 kg  | 21-09-1938   | North Carolina   |
| G/AP | 40 | Stati Uniti (bandiera) | Peterson, Mel     | 193 cm  | 84 kg  | 23-03-1938   | Wheaton College  |